# Almsnabbvinge
Almsnabbvinge (Satyrium w-album) är en fjärilsart som först beskrevs av August Wilhelm Knoch 1782.  Almsnabbvinge ingår i släktet Satyrium, och familjen juvelvingar.

## Beskrivning
Vingspannet är 26-34 millimeter. Vingarna är bruna på ovansidan, men denna är endast synlig när fjärilen flyger. Undersidan är mörkbrun med gulröda fält på nedre delen av ytterkanten, och en vit, W-formad teckning (därav det vetenskapliga artnamnet).

## Utbredning
Arten förekommer från norra Spanien till södra Skandinavien, Brittiska öarna, Turkiet och österut till Uralbergen. Vidare finns ett avskilt östligt utbredningsområde som omfattar östra Manchuriet, Sachalin, Primorjeregionen och Japan.
I Sverige förekommer arten från Skåne norrut till Dalarna samt nordost till Ångermanland. Arten har spritt sig norrut, samtidigt som den har minskat i södra delarna av landet, främst på grund av almsjukans framfart. Arten är relativt ny i Finland, där den från trakterna kring Åbo har spritt sig till Nyland.

## Ekologi
Fjärilens framtid är starkt knuten till skogsalmens (och i mindre utsträckning till lundalmens och vresalmens), då dess larver lever av almarnas knoppar, blad och frukter. De vuxna fjärilarna livnär sig främst av honungsdagg från bladlöss som lever på almarna. Framför allt honorna besöker även tistlar, snöbär och liguster.
Enligt den svenska rödlistan är arten nära hotad i Sverige. I Finland är den emellertid livskraftig. 

## Bildgalleri

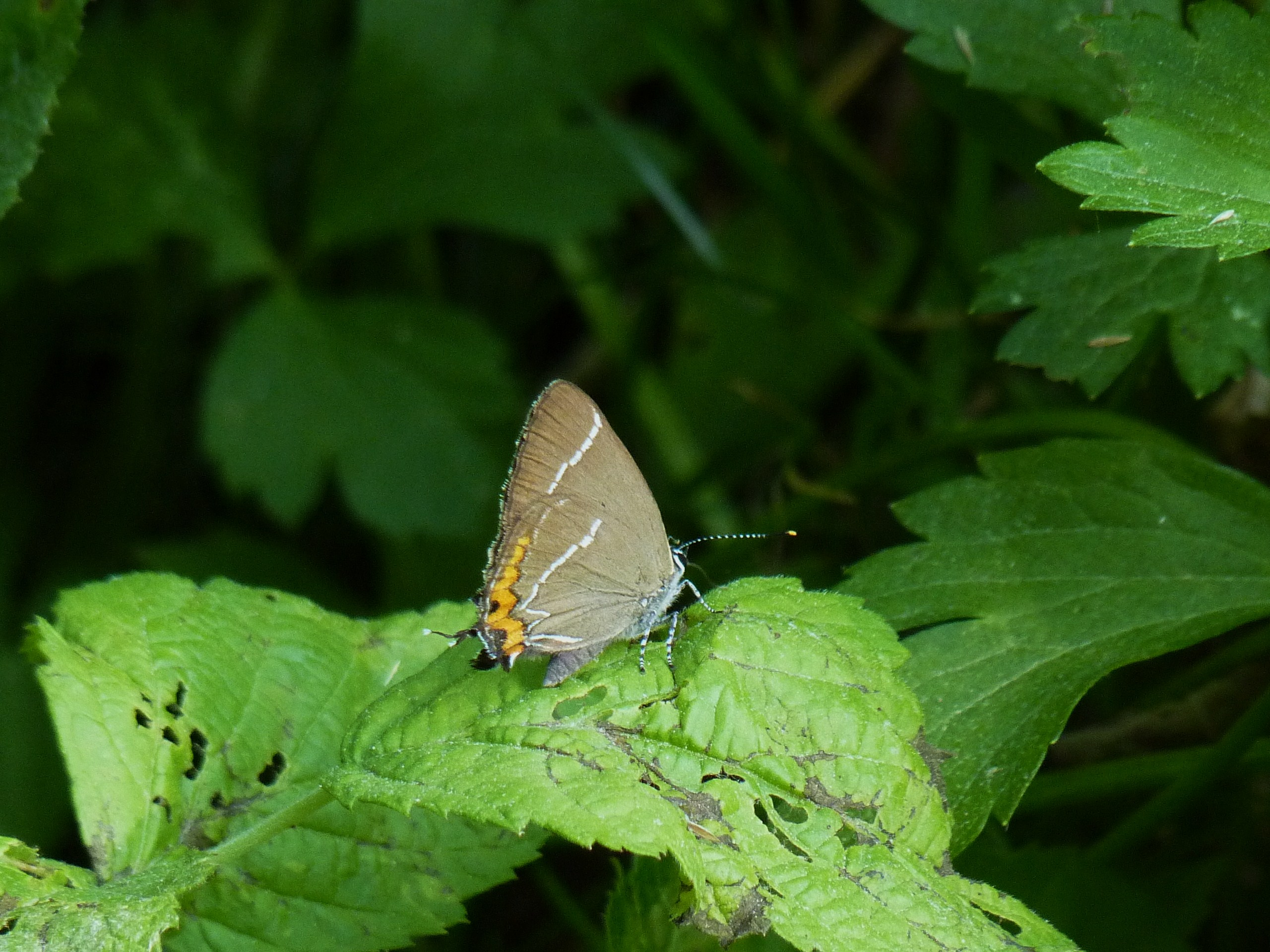
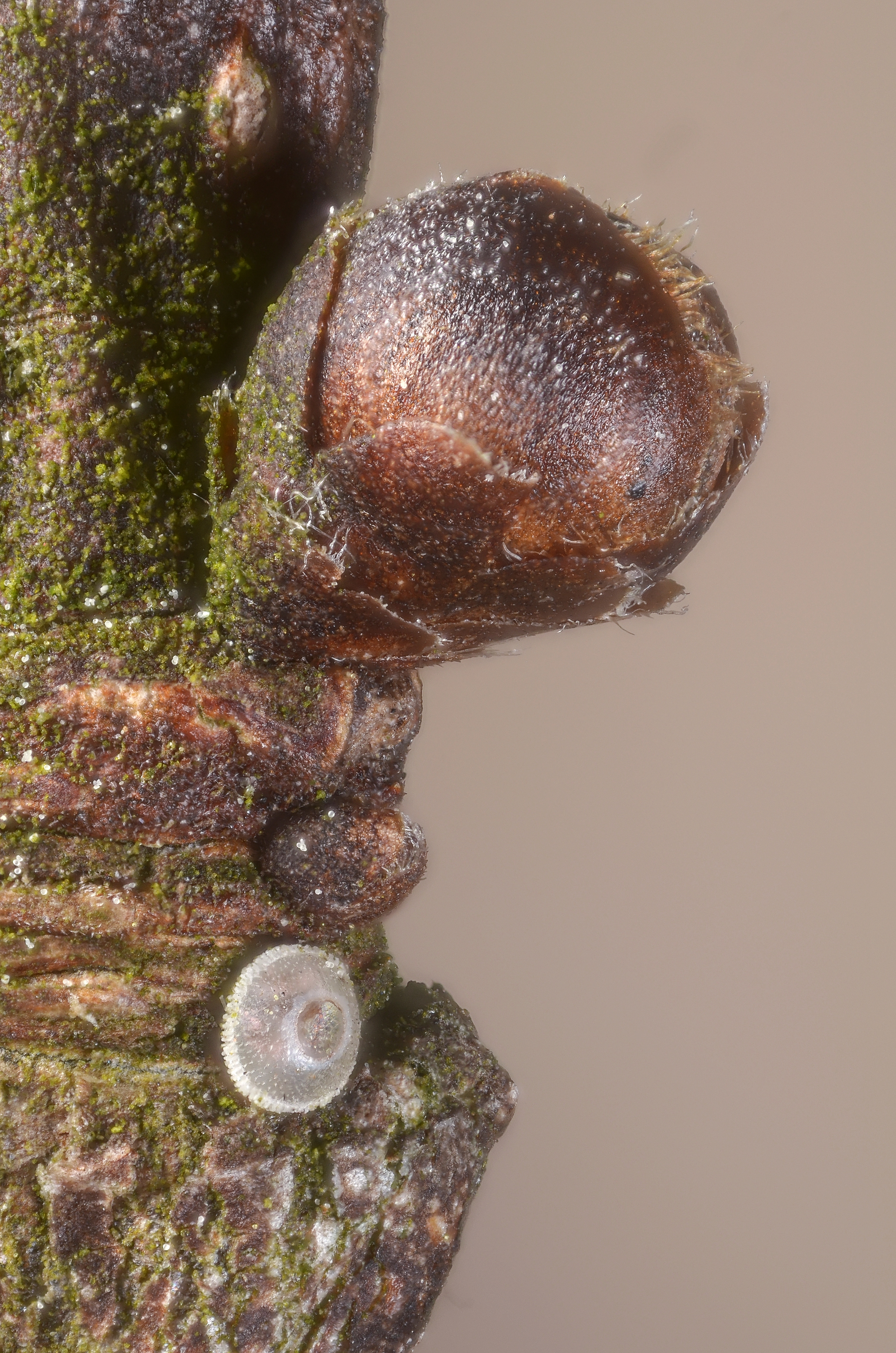
Ägg på trädstam.
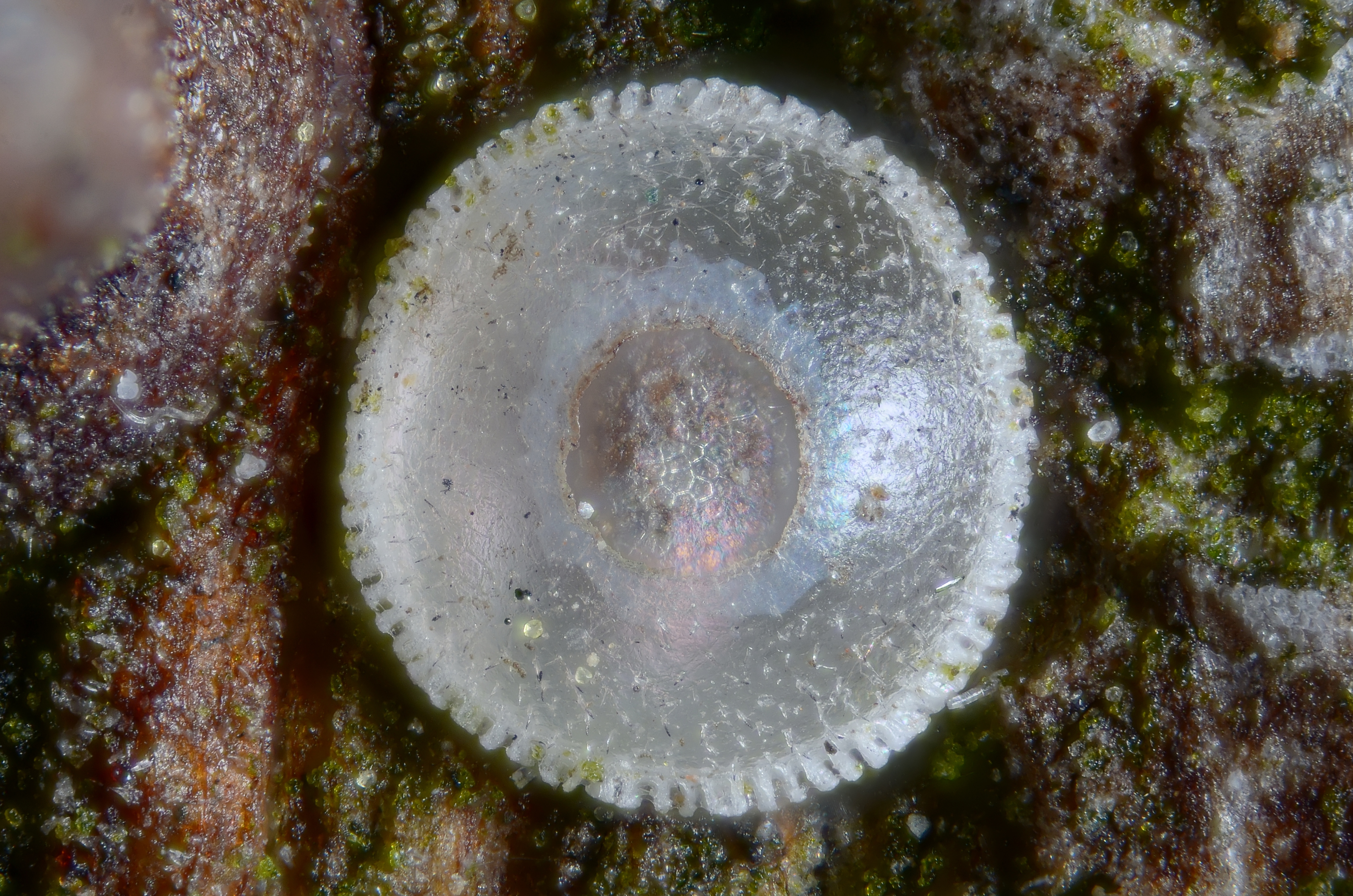
Närbild av ägg.